# Notocidaris mortenseni
Notocidaris mortenseni is een zee-egel uit de familie Ctenocidaridae.
De wetenschappelijke naam van de soort werd in 1900 gepubliceerd door René Koehler.